# Careena Collins
Careena Collins (nascida em 7 de novembro de 1967) é uma atriz pornográfica norte-americana, ativa entre 1985 a 2009 como performer, e de 1995 a 2010 como diretora de filmes adultos.

## Prêmios
- 1996 XRCO Award – Best Anal Sex Scene – The Bottom Dweller 33⅓[2]
- 1996 XRCO Award – Best Male-Female Scene – Kink[2]
- 1996 XRCO Award – Best Girl-Girl Sex Scene – Takin' It to the Limit 6[2]
- 1996 AVN Award – Best All-Girl Sex Scene, Vídeo – Takin' It to the Limit 6[3]
- 1996 AVN Award – Best Anal Sex Scene, Vídeo – The Bottom Dweller 33⅓[3]
- 1997 XRCO Award – Best Anal or DP Scene – Car Wash Angels[2]
- 1997 XRCO Award – Best Girl-Girl Scene – Beyond Reality 1[2]
- 1998 AVN Award – Best Anal Sex Scene, Vídeo – Butt Banged Naughty Nurses[3]
- AVN Hall of Fame[4]
- XRCO Hall of Fame[5]